# Melania Trump
Melania Trump, ur. jako Melanija Knavs, w późniejszych latach znana jako Melania Knauss (ur. 26 kwietnia 1970 w Novo mesto) – słoweńsko-amerykańska modelka i bizneswoman, pierwsza dama Stanów Zjednoczonych od 20 stycznia 2017 do 20 stycznia 2021 jako małżonka 45. prezydenta Stanów Zjednoczonych oraz od 20 stycznia 2025 jako małżonka 47. prezydenta Stanów Zjednoczonych – Donalda Trumpa.

## Życiorys

### Wczesne życie i kariera zawodowa
Urodziła się 26 kwietnia 1970 w Novo mesto w Słowenii, wówczas będącej częścią Jugosławii. Jej rodzicami byli sprzedawca części samochodowych Viktor Knavs i pracownica państwowej fabryki tekstylnej Amalija Knavs z domu Ulčnik, którzy pobrali się w 1966. Ma starszą o pięć lat siostrę Ines. Uczęszczała do szkoły podstawowej Savy Kladinki. W 1985 zamieszkała z rodziną w Lublanie, gdzie ukończyła Średnią Szkołę Projektowania i Fotografii, a następnie podjęła studia na wydziale projektowania i architektury Uniwersytetu Lublańskiego, jednak po roku przerwała je ze względu na rozwijającą się karierę w branży modowej. Oprócz rodzimego słoweńskiego zna także język serbsko-chorwacki i angielski oraz francuski, włoski i niemiecki.
Kiedy miała 16 lat, podczas pokazu mody w Lublanie została dostrzeżona przez fotografa mody Stane Jerko, któremu zapozowała do zdjęć. W 1992 zajęła drugie miejsce w konkursie dla modelek, który organizowała redakcja magazynu „Jana” w Lublanie. Niedługo później podpisała kontrakt z agencją modelek z Mediolanu, gdzie kontynuowała karierę w branży modowej, a następnie pracowała w Paryżu. Chcąc ułatwić przyszłym pracodawcom poprawne wymawianie jej nazwiska, zmieniła je na zgermanizowaną wersję Melania Knauss. Pracowała z uznanymi w branży fotografami mody, takimi jak m.in. Patrick Demarchelier, Helmut Newton, Arthur Elgort, Ellen Von Unwerth, Peter Arnell, Antoine Verglas i Mario Testino. Trafiła przy tym na okładki najważniejszych pism modowych, m.in. „Vogue”, „Harper’s Bazaar”, „Ocean Drive”, „Avenue”, „In Style” i „New York Magazine”, zapozowała także dla „Sports Illustrated”, „GQ” i „FHM”. W 2000 wzięła udział w rozbieranej sesji zdjęciowej dla brytyjskiej edycji magazynu „GQ”, która odbyła się na pokładzie prywatnego odrzutowca należącego do Donalda Trumpa. W tym samym roku pojawiła się także na okładce czasopisma „Talk”.

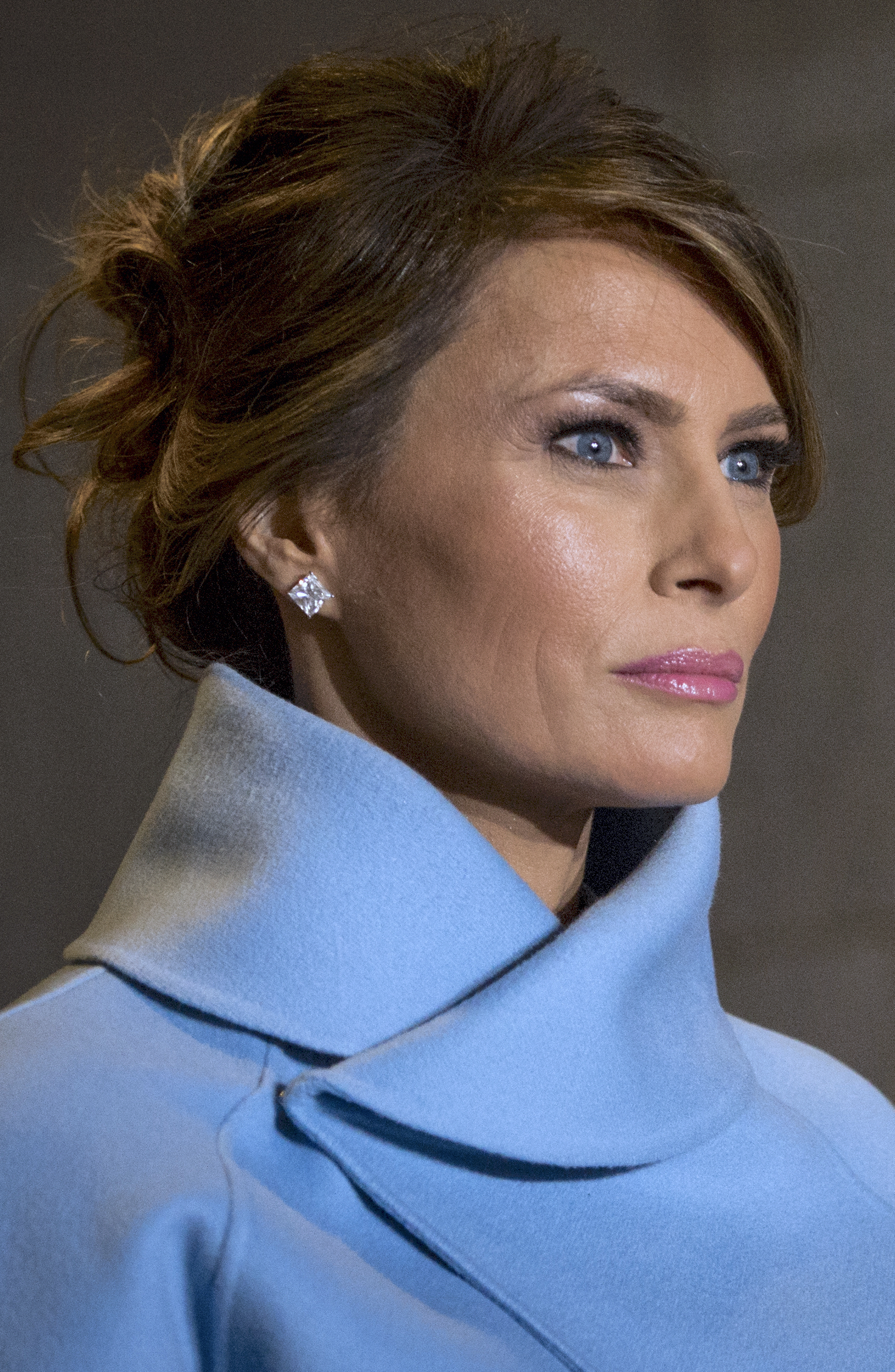
Melania Trump podczas inauguracji w 2017 roku

W 1996 przyjechała do Nowego Jorku z wizą turystyczną niepozwalającą na legalną pracę. Niedługo po przyjeździe do Stanów Zjednoczonych wzięła udział w kolejnej rozbieranej sesji zdjęciowej; akty autorstwa Alexandre Alé de Basseville’a zostały opublikowane w 1997 w jednym z francuskich magazynów. Po kilku miesiącach pobytu w Nowym Jorku otrzymała wizę pracowniczą typu H1B, którą musiała odnawiać do 2001, kiedy to stała się posiadaczką zielonej karty, pozwalającej na stały pobyt w USA. W 2006 otrzymała amerykańskie obywatelstwo.
W 2010 zaczęła działalność biznesową, tworząc autorską kolekcję biżuterii „Melania Timepieces and Jewerly”. Trzy lata później wypuściła do sprzedaży własną linię kosmetyków „Melania Caviar Complex C6 Collection”. Z czasem zamknęła oba biznesy, by w pełni skupić się na wychowaniu syna.

### Pierwsza dama Stanów Zjednoczonych
W 1999 w wywiadzie dla gazety „The New York Times” powiedziała, że gdyby kiedykolwiek została pierwszą damą, to przybrałaby bardzo tradycyjny wizerunek, jak Betty Ford czy Jackie Kennedy. W kwietniu 2011, kiedy Donald Trump był jedną z czołowych postaci podważających legalność aktu urodzenia prezydenta Baracka Obamy, Melania broniła męża w telewizji, także wyrażając chęć sprawdzenia prawdziwości tego dokumentu.

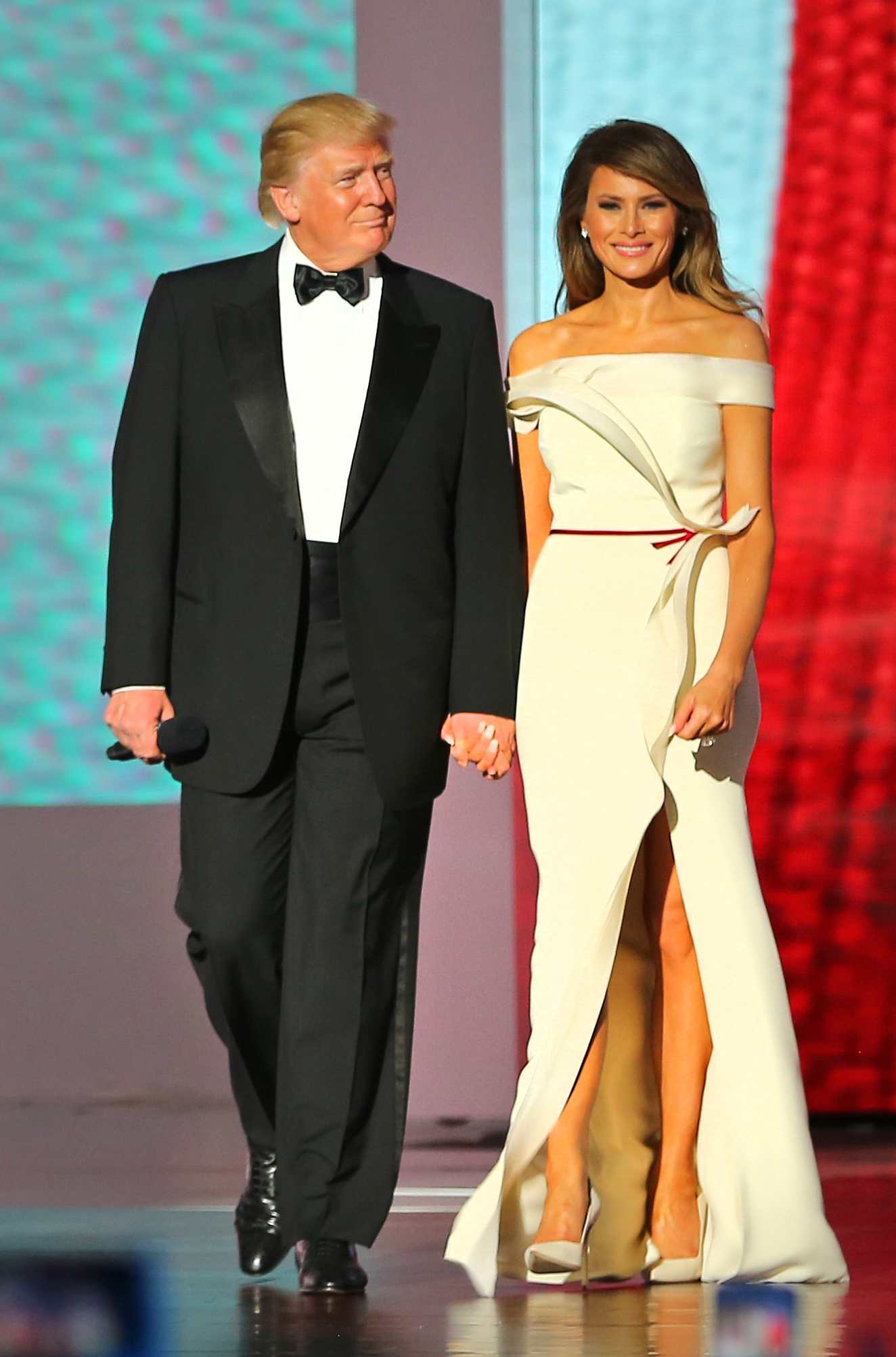
Donald i Melania Trumpowie na Balu Inauguracyjnym (20 stycznia 2017)

W 2016 wzięła udział w kampanii prezydenckiej Donalda Trumpa, startującego z nominacji Partii Republikańskiej, choć przez poprzednie kilka miesięcy unikała publicznego angażowania się w przedwyborcze działania męża. 18 lipca 2016 podczas konwencji Partii Republikańskiej w Cleveland wygłosiła przemówienie, które niezależny dziennikarz Jarrett Hill uznał za plagiat przemówienia Michelle Obamy, wygłoszonego przez nią na konwencji Partii Demokratycznej w 2008. W oświadczeniu wydanym następnego dnia przez Jasona Millera, ówczesnego starszego doradcy Donalda Trumpa ds. komunikacji, tłumaczono: Pisząc jej piękne przemówienie, zespół autorów notował uwagi o jej życiowych inspiracjach i w paru przypadkach zawarł w nim fragmenty, które odzwierciedlały jej własne zapatrywania. 4 listopada, w wywiadzie udzielonym telewizji CNN powiedziała, że jako pierwsza dama skupiłaby się na zwalczaniu cyberprzemocy wśród dzieci, a także na popularyzowaniu kultury w korzystaniu z mediów społecznościowych.
8 listopada 2016 Donald Trump wygrał wybory prezydenckie, pokonując kandydatkę Partii Demokratycznej, Hillary Clinton. Zwycięstwo to zostało oficjalnie potwierdzone 19 grudnia w głosowaniu Kolegium Elektorów. 20 stycznia 2017 Trump został zaprzysiężony na 45. prezydenta Stanów Zjednoczonych, w wyniku czego Melania została pierwszą damą Stanów Zjednoczonych. Stała się przy tym drugą w historii pierwszą damą, która urodziła się poza granicami USA – pierwszą była urodzona w Londynie Louisa Adams, żona 6. prezydenta Johna Quincy’ego Adamsa.
Z uwagi na obowiązki szkolne, wówczas 10-letniego, syna Barrona zdecydowała o nieprzeprowadzaniu się z Donaldem Trumpem z ich nowojorskiego mieszkania do Białego Domu, przynajmniej do momentu zakończenia roku szkolnego. W czerwcu 2017, gdy Barron zakończył rok szkolny, wraz z nim przeniosła się do Białego Domu. 
W marcu 2017 firma z Sevnicy uhonorowała Trump, wypuszczając na lokalny rynek linię ekskluzywnych produktów, tj. wino, salami, czekoladki i kremy kosmetyczne sygnowanych marką First Lady.
We wrześniu 2017 odbyła pierwszą samodzielną podróż jako pierwsza dama USA, reprezentując kraj podczas ceremonii otwarcia Igrzysk Niezwyciężonych w Toronto. W maju 2018 ogłosiła swój program „Be Best” mający na celu pomoc dzieciom. W październiku 2018 udała się w pierwszą samodzielną podróż zagraniczną – wybrała się do czterech krajów Afryki: Ghany, Malawi, Egiptu i Kenii, a głównym celem jej wizyt była pomoc dzieciom i wsparcie finansowe w postaci programów United States Agency for International Development. 
20 stycznia 2025 po zaprzysiężeniu jej męża na II kadencję prezydencką ponownie została pierwszą damą Stanów Zjednoczonych. Stała się tym samym drugą amerykańską pierwszą damą w historii, która wróciła do swojej roli po 4 latach – pierwszą była Frances Cleveland (pełniąca funkcję pierwszej damy USA w latach 1886–1889 i 1893–1897).

## Życie prywatne
We wrześniu 1998, podczas imprezy odbywającej się w klubie Kit Kat Club przy Times Square w Nowym Jorku, poznała Donalda Trumpa, który wówczas był w separacji z drugą żoną Marlą Maples (rozwiedli się w 1999). 26 kwietnia 2004 przyjęła jego oświadczyny, a 22 stycznia 2005 wzięła z nim ślub w kościele episkopalnym Bethesda-by-the-Sea w Palm Beach na Florydzie. Wesele z udziałem ponad 300 gości zorganizowali w należącej do Trumpa rezydencji Mar-a-Lago. Na ślubie pary obecni byli m.in. Katie Couric, Matt Lauer, Rudy Giuliani, Barbara Walters, Regis Philbin, Kelly Ripa, Billy Joel, Anna Wintour, a także Hillary i Bill Clintonowie. 20 marca 2006 urodziła syna, Barrona Williama.